# Referendum costituzionale in Tagikistan del 1994
Il referendum costituzionale in Tagikistan del 1994 si svolse il 6 novembre 1994 per approvare l'adozione di una nuova Costituzione del Tagikistan, contestualmente alle elezioni presidenziali. Primo nella storia del Tagikistan indipendente, il referendum venne organizzato sullo sfondo e nel contesto della guerra civile in corso nel Paese, iniziata nel maggio 1992 e terminata solo nel giugno 1997. A seguito del referendum, venne adottata la nuova Costituzione della Repubblica del Tagikistan, che sostituì la Costituzione della Repubblica Socialista Sovietica Tagika in vigore dal 1978.
Nonostante il massiccio spostamento in Russia, Uzbekistan, Afghanistan e altri paesi di una parte della popolazione (rifugiati) a causa della guerra, secondo i dati ufficiali della Commissione elettorale centrale della Repubblica Tagika, l'affluenza al referendum segnò il record del 94,40%. Tali cifre sono state messe in dubbio da alcuni osservatori stranieri e rappresentanti dell'opposizione tagika unita. Secondo gli stessi dati ufficiali, il 95,70% degli elettori ha votato per l'adozione della nuova Costituzione del Tagikistan indipendente e mentre il 4,28% dei cittadini ha votato contro. Lo stesso giorno, il referendum è stato dichiarato valido. La nuova Costituzione è stata sostenuta dal 90% dei voti.

## Contesto

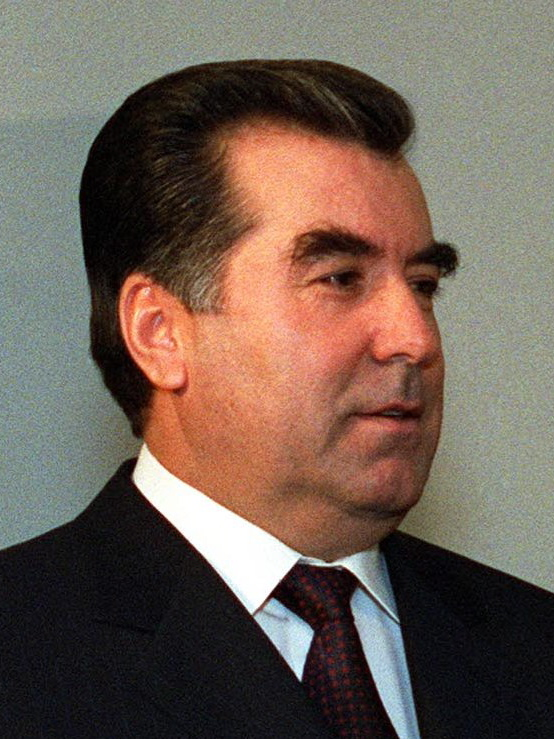
Ėmomali Rachmonov

Il 31 agosto 1991, poco dopo il tentativo di colpo di stato dell'agosto 1991 a Mosca, la Repubblica Socialista Sovietica Tagika si ribattezzò Repubblica del Tagikistan, la quale dichiarò il 9 settembre 1991 la propria indipendenza dall'Unione Sovietica.
La Costituzione della RSS Tagika già adottata il 14 aprile 1978 dal Soviet Supremo della RSS Tagika continuò ad essere in vigore nella repubblica neoindipendente.
Il 10 febbraio 1992 il Soviet Supremo guidato dal Presidente del Parlamento Rahmon Nabiev istituì una commissione per redigere una nuova costituzione.

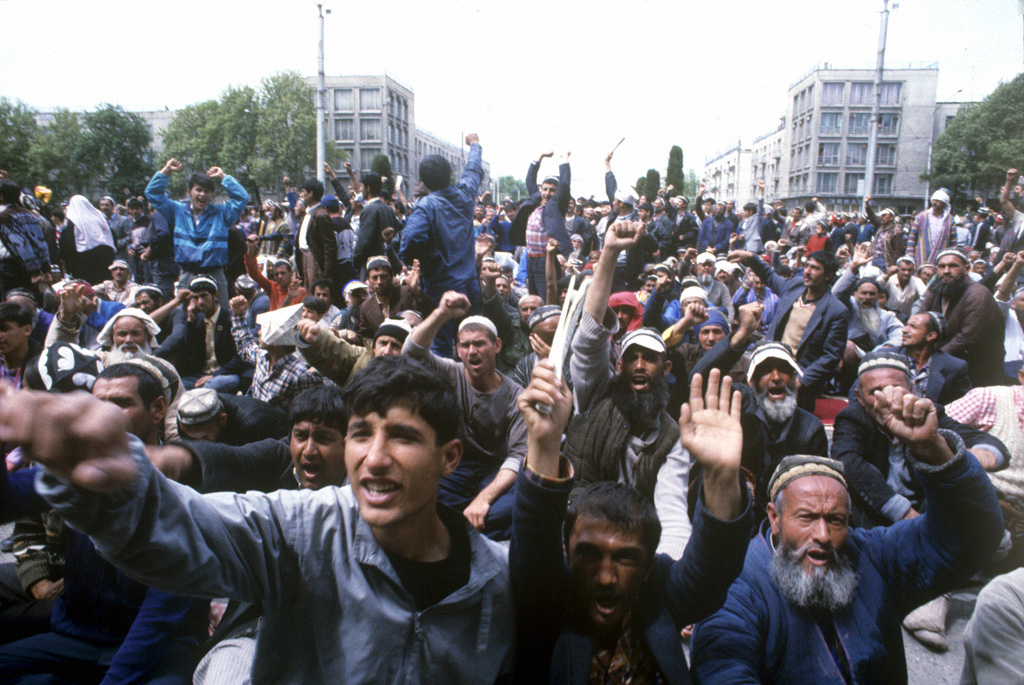
Proteste in piazza Shakhidon a Dušanbe nel maggio 1992: la proclamazione dell'indipendenza in Tagikistan fu seguita da un conflitto armato etno-religioso per il potere nel Paese.

Nel maggio 1992 scoppiò la guerra civile in Tagikistan tra il governo comunista e neo-comunista al potere e alleato con le forze filo-russe e pro-uzbeke, contro l'opposizione tagika unita (che includeva le opposizioni islamica, democratica e nazionaliste). Entrambe le parti erano favorevoli all'adozione di una costituzione postsovietica, ma ciascuna di essa aveva le proprie bozze di una nuova Costituzione.
Interrotti i lavori a causa della guerra, la commissione parlamentare riprese a riunirsi dal 26 luglio 1993, presentando la bozza della il 13 aprile 1994. Il Soviet Supremo adottò il progetto costituzionale il 22 luglio 1994, da sottoporre a referendum il 25 settembre 1994, contemporaneamente alle elezioni presidenziali. Il 7 settembre 1994 venne deciso di spostare le votaziomi al 6 novembre 1994.

## Principi della nuova Costituzione
I punti principali della nuova Costituzione del Tagikistan indipendente furono: l'introduzione del governo presidenziale e del parlamento unicamerale, la dichiarazione del Tagikistan come Stato laico (con i divieti di istituire festività religiose e di creare o registrare partiti politici di orientamento religioso), l'obbligo di tenere referendum costituzionali a livello nazionale per introdurre eventuali futuri emendamenti alla Costituzione.

## Risultati
| Elementi                                    | voti      | %     |
| ------------------------------------------- | --------- | ----- |
| Per l'adozione di una nuova Costituzione    | 2,352,554 | 95.72 |
| Contro l'adozione di una nuova Costituzione | 105.300   | 4.28  |
| Voti totali validi                          | 2.535.437 | 94,4  |
| Schede bianche/nulle                        | 77.583    | 2.89  |
| Voti totali                                 | 2.685.724 | 100   |
| Fonte: Democrazia Diretta                   |           |       |

## Conseguenze

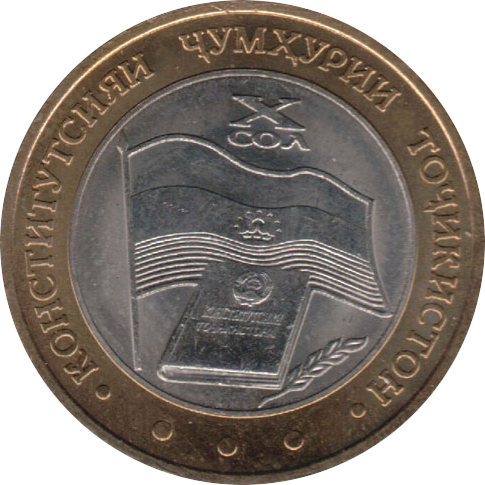
Moneta commemorativa da 5 somoni coniata nel 2004 in occasione del 10º anniversario dell'adozione della Costituzione della Repubblica del Tagikistan

Ėmomali Rachmonov venne eletto terzo Presidente del Tagikistan, carica introdotta dalla nuova Costituzione. A seguito di ulteriori modifiche costituzionali nel 1999, è stato rieletto il 6 novembre 1999 per un secondo mandato di sette anni, ottenendo ufficialmente il 97% dei voti. Il 22 giugno 2003 ha vinto un altro referendum che gli consentì di candidarsi per altri due mandati consecutivi di sette anni dopo la scadenza del suo mandato nel 2006. A seguito di un quarto referendum nel 2016 è stato eliminato il limite di mandati presidenziali, consentendo così a Rahmon di ricandidarsi nuovamente alle elezioni presidenziali del 2020 e rimanere al potere fino ad oggi.